# Michael Sandel
Pour les articles homonymes, voir Sandel.
Michael J. Sandel (né le 5 mars 1953 à Minneapolis) est un philosophe politique américain. 
Il est professeur à l'université Harvard, au sein du département de science politique. 
Bien qu'il récuse lui-même la légitimité de ce terme, on peut rattacher son œuvre au courant communautarien de la philosophie politique américaine, notamment par le type de critique de la théorie de la justice de John Rawls, perçue comme un principe abstrait, non-situé et ignorant les enjeux de justice sociale, qu'il a développé dans Liberalism and the Limits of Justice (1982).
Son cours intitulé « Justice » a été suivi par plus de 15 000 étudiants de l'université Harvard et filmé par une chaîne de télévision locale de Boston qui l'a diffusée aux États-Unis en 2009. Il fait l'objet de traductions au Japon et en Chine, y rencontrant un grand succès. 
Son livre Justice, what's the right thing to do s'est vendu à plus d'un million d'exemplaires en Asie du Sud-Est. 
Michael Sandel a été nommé « Personnalité étrangère de l'année » 2011 dans l'édition chinoise de Newsweek.

## Vie personnelle
Michael Sandel est né in 1953 au sein d'une famille juive ashkénaze d’extraction modeste qui s'établit en Californie, à Los Angeles, lorsqu'il a treize ans. Il étudie à l'université Brandeis à Boston, puis au Balliol College à l'université d'Oxford où il est boursier Rhodes et obtient un doctorat en science politique. Il enseigne à l'université Harvard et épisodiquement au MIT.

## Vues philosophiques
Michael Sandel soutient les vues du courant communautarien, même s'il réfute d'y être associé et conteste le terme, et il est connu pour sa critique radicale de la théorie libérale de la justice de John Rawls. Pour lui, le contexte du libéralisme ne permet pas de juger la propriété et la communauté à partir d'attributs intrinsèques à l'individu (la liberté, l'égalité et la différence est analysé par l'individu chez Rawls), mais uniquement à partir d'attributs extrinsèques, abstraits, qui ne correspondent pas à la manière que la plupart des communautés humaines ont d'envisager la justice, par « niveaux de proximité et de solidarité ».[pas clair]

### en anglais
- Liberalism and the Limits of Justice, Cambridge University Press, 1982, 231 p. (ISBN 978-0-521-56741-1, lire en ligne)
- Democracy's discontent : America in search of a public philosophy, Belknap Press of Harvard University Press, 1998, 417 p. (ISBN 978-0-674-19745-9, lire en ligne)
- Public philosophy : essays on morality in politics, Harvard University Press, 2005, 292 p. (ISBN 978-0-674-02365-9)
- (en) The case against perfection : ethics in the age of genetic engineering, Cambridge (Mass.), Belknap Press of Harvard University Press, 2007, 162 p. (ISBN 978-0-674-01927-0, lire en ligne)
- (en) Justice : What's the Right Thing to Do?, Farrar, Straus and Giroux, 2010, 308 p. (ISBN 978-0-374-53250-5)
- (en) What money can't buy : the moral limits of markets, New York, Farrar, Straus and Giroux, 2012, 244 p. (ISBN 978-0-374-20303-0)
- (en) The Tyranny of Merit : What’s Become of the Common Good?, Allen Lane, 2020, 288 p. (ISBN 978-0241407592)

### en français
- Le libéralisme et les limites de la justice [« Liberalism and the Limits of Justice »] (trad. Jean-Fabien Spitz), Seuil, 1999, 329 p. (ISBN 978-2-02-032630-8)
- Ce que l'argent ne saurait acheter : les limites morales du marché [« What money can't buy: the moral limits of markets »] (trad. de l'anglais par Christian Cler), Paris, Seuil, 2014, 336 p. (ISBN 978-2-02-117323-9)
- Justice [« Justice: What's the Right Thing to Do? »] (trad. de l'anglais par Patrick Savidan), Paris, Albin Michel, 2016, 416 p. (ISBN 978-2-226-31499-4)
- Contre la perfection : L'éthique à l'âge du génie génétique [« The Case against Perfection – Ethics in the Age of Genetic Engineering »], Vrin, 2016 (ISBN 2711625923)
- La Tyrannie du mérite : Qu'avons-nous fait du bien commun ? [« The Tyranny of Merit: What’s Become of the Common Good? »], Albin Michel, 2021, 384 p. (ISBN 978-2226445599)